# Balz Weber
Balz Weber, né le 20 janvier 1981, est un coureur cycliste suisse spécialiste de VTT cross-country.

## Palmarès en VTT cross-country

### Championnats du monde
- 2003 Lugano
  -  Vice-champion du monde du relais par équipes (avec Ralph Näf, Nino Schurter et Barbara Blatter)
  -  Champion du monde de cross-country espoirs

### Championnats d'Europe
- Graz 2003 :  Champion d'Europe du relais (avec Ralph Näf, Nino Schurter et Barbara Blatter)

### Championnats de Suisse
- 2005 :  Champion de Suisse de cross-country